# Olympische Sommerspiele 2004/Teilnehmer (Thailand)
| Gelbes Symbol für Goldmedaillen mit stilisierten Olympischen Ringen | Graues Symbol für Silbermedaillen mit stilisierten Olympischen Ringen | Braundes Symbol für Bronzemedaillen mit stilisierten Olympischen Ringen |
| ------------------------------------------------------------------- | --------------------------------------------------------------------- | ----------------------------------------------------------------------- |
| 3                                                                   | 1                                                                     | 4                                                                       |

Die thailändische Mannschaft nahm an den Olympischen Sommerspielen 2004 in der griechischen Hauptstadt Athen mit einer Delegation von 42 Athleten – 18 Frauen und 24 Männer – an 46 Wettkämpfen in zwölf Sportarten teil.

## Fahnenträger
Der Tennisspieler Paradorn Srichaphan führte die thailändische Olympiamannschaft bei der Eröffnungsfeier als Fahnenträger an.

## Medaillengewinner
Mit drei gewonnenen Gold-, einer Silber- und vier Bronzemedaillen belegte das thailändische Team Platz 25 im Medaillenspiegel.

### Gold
- Udomporn Polsak – Gewichtheben, Frauen, Klasse bis 53 kg
- Pawina Thongsuk – Gewichtheben, Frauen, Klasse bis 75 kg
- Manus Boonjumnong – Boxen, Halbweltergewicht (bis 64 kg)

### Silber
- Worapoj Petchkoom – Boxen, Bantamgewicht (bis 54 kg)

### Bronze
- Aree Wiratthaworn – Gewichtheben, Frauen, Klasse bis 48 kg
- Wandee Kameaim – Gewichtheben, Frauen, Klasse bis 58 kg
- Yaowapa Boorapolchai – Taekwondo, Frauen, Klasse bis 49 kg
- Suriya Prasathinphimai – Boxen, Mittelgewicht (bis 75 kg)

Mit den gewonnenen drei Gold-, einer Silber- und vier Bronzemedaillen belegte die thailändische Mannschaft Platz 25 im Medaillenspiegel.

## Teilnehmer nach Sportarten
Wenn innerhalb der Sportarten nicht anders angegeben, sind in den Wettkämpfen nur Männer angetreten.

### Badminton
Dameneinzel

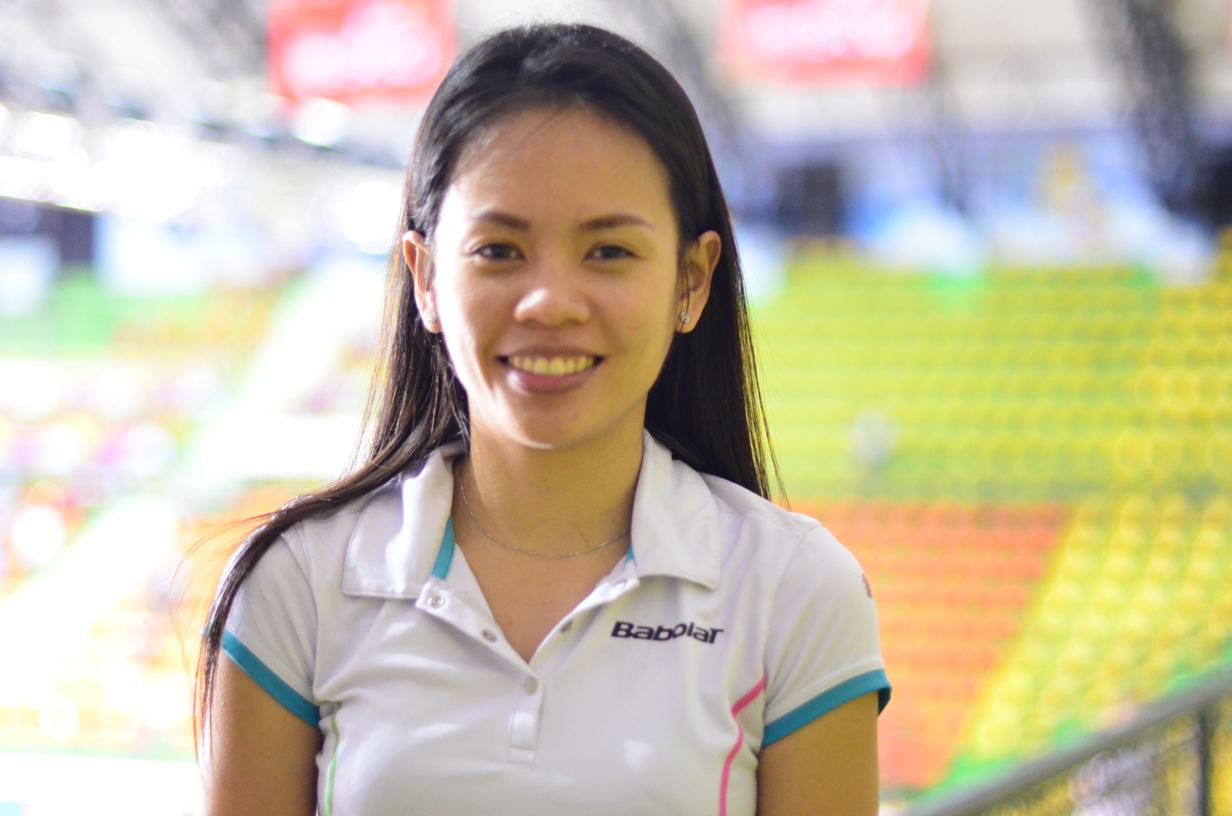
Salakjit Ponsana

- Salakjit Ponsana (Thai: สลักจิต พลสนะ)
  - 1. Runde: 11:7/5:11/11:8-Sieg gegen die Japanerin Miho Tanaka
  - Achtelfinale: 8:11/3:11-Niederlage gegen die Chinesin Gong Ruina

Damendoppel
- Sathinee Chankrachangwong & Saralee Thungthongkam:
  - 1. Runde: 15:3/15:4-Sieg gegen die Kanadierinnen Denyse Julien & Anna Rice
  - Achtelfinale: 15:4/15:11-Sieg gegen die Japanerinnen Chikako Nakayama & Keiko Yoshitomi
  - Viertelfinale: 2:15/4:15-Niederlage gegen die späteren Olympiasiegerinnen Zhang Jiewen & Yang Wei aus China

Herreneinzel
- Boonsak Ponsana (Thai: บุญศักดิ์ พลสนะ): 4. Platz

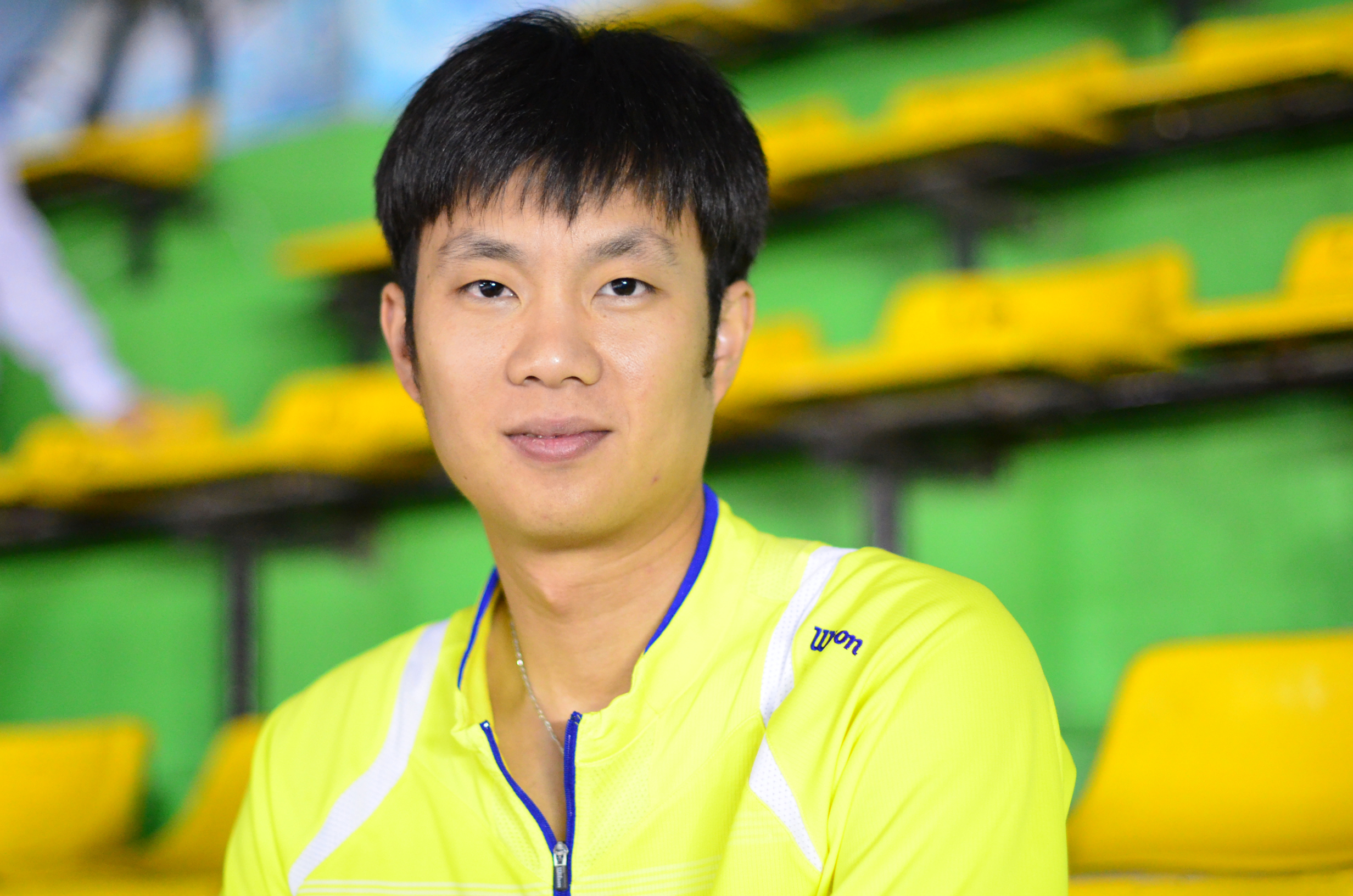
Boonsak Ponsana

  - 1. Runde: 15:1/15:10-Sieg gegen den Südafrikaner Chris Dednam
  - Achtelfinale: 15:13/15:11-Sieg gegen den Südkoreaner Lee Hyun-il
  - Viertelfinale: 15:10/15:1-Sieg gegen den Singapurer Ronald Susilo
  - Halbfinale: 9:15/2:15-Niederlage gegen den späteren Olympiasieger Taufik Hidayat aus Indonesien
  - Spiel um 3. Platz: 11:15/16:17-Niederlage gegen den Indonesier Sony Dwi Kuncoro

Herrendoppel
- Patapol Ngernsrisuk & Sudket Prapakamol:
  - 1. Runde: 5:15/9:15-Niederlage gegen das britische Doppel Anthony Clark & Nathan Robertson
- Tesana Panvisavas & Pramote Teerawiwatana:
  - 1. Runde: 15:3/15:9-Sieg gegen die Australier Ashley Brehaut & Travis Denney
  - 2. Runde: 19:15/13:15-Niederlage gegen Choong Tan Fook & Lee Wan Wah aus Malaysia

Mixed
- Sudket Prapakamol & Saralee Thungthongkam:
  - 1. Runde: Freilos
  - Achtelfinale: 15:3/14:17/3:15-Niederlage gegen die Schweden Fredrik Bergström & Johanna Persson

### Boxen
Halbfliegengewicht (bis 48 kg)
- Suban Pannon
  - 32er-Runde: 26:14-Sieg gegen den Bulgaren Salim Salimow
  - Achtelfinale: 14:23-Niederlage gegen den späteren Olympiasieger Yan Bartelemí aus Kuba

Fliegengewicht (bis 51 kg)
- Somjit Jongjohor (สมจิตร จงจอหอ)
  - 32er-Runde: 22:12-Sieg gegen den Südkoreaner Kim Ki-suk
  - Achtelfinale: 21:26-Niederlage gegen den späteren Olympiasieger Yuriorkis Gamboa aus Kuba

Bantamgewicht
- Worapoj Petchkoom (วรพจน์ เพชรขุ้ม): 2. Platz,  Silbermedaille
  - 32er-Runde: Sieg gegen Juan Manuel López aus Puerto Rico
  - Achtelfinale: 33:18-Sieg gegen den Bulgaren Khavazhi Khatsigov
  - Viertelfinale: 29:14-Sieg gegen den Nigerianer Nestor Bolum
  - Halbfinale: 27:19-Sieg gegen Ağası Məmmədov aus Aserbaidschan
  - Finale: 13:22-Niederlage gegen den Kubaner Guillermo Rigondeaux

Federgewicht (bis 57 kg)
- Somluck Kamsing: 17:32-Niederlage in der 32er-Runde gegen den Kanadier Benoît Gaudet

Halbweltergewicht (bis 64 kg)
- Manus Boonjumnong (มนัส บุญจำนงค์): 1. Platz,  Goldmedaille
  - 32er-Runde: 28:16-Sieg gegen den Griechen Spyridon Ioannidis
  - Achtelfinale: 29:15-Sieg gegen Romeo Brin aus Puerto Rico
  - Viertelfinale: 20:8-Sieg gegen den Franzosen Willy „Small Leonard“ Blain
  - Halbfinale: 30:9-Sieg gegen den Rumänen Ionuț Gheorghe
  - Finale: 17:11-Sieg gegen Yudel Johnson aus Kuba

Mittelgewicht (bis 75 kg)
- Suriya Prasathinphimai (สุริยา ปราสาทหินพิมาย): 3. Platz,  Bronzemedaille
  - 32er-Runde: 30:21-Sieg gegen Joseph Lubega aus Uganda
  - Achtelfinale: 19+:19-Sieg gegen den Aserbaidschaner Javid Taghiyev
  - Viertelfinale: 28:22-Sieg gegen Oleg Mashkin aus der Ukraine
  - Halbfinale: 18:24-Niederlage gegen den Russen Gaidarbek Abdulajewitsch Gaidarbekow

### Fechten
Degen Einzel
- Siriroj Rathprasert

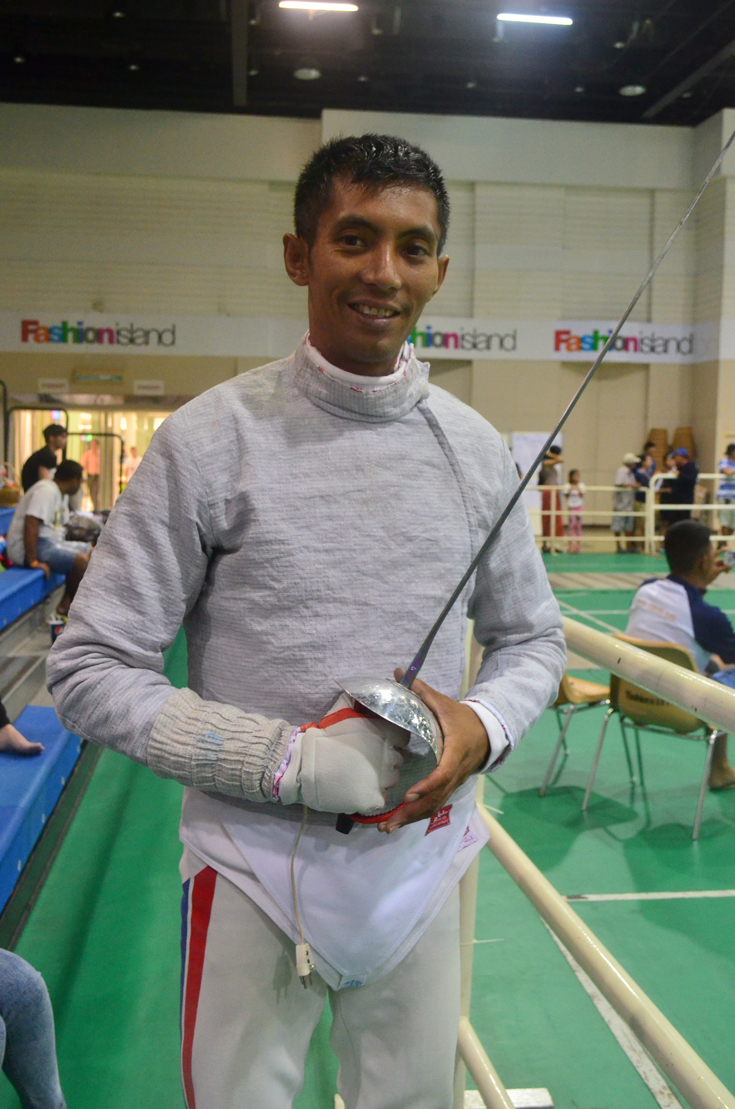
Wiradech „Willi“ Kothny

  - Vorrunde: 15:13-Sieg gegen den Ägypter Muhannad Saif El-Din
  - 32er-Runde: 9:15-Niederlage gegen Éric Boisse aus Frankreich

Säbel Einzel
- Wiradech „Willi“ Kothny (วีระเดช โค๊ธนี)
  - 32er-Runde: 15:13-Sieg gegen den Spanier Fernando Medina
  - Achtelfinale: 11:15-Niederlage gegen Wolodymyr Lukaschenko aus der Ukraine

### Gewichtheben
Frauen
Klasse bis 48 kg
- Aree Wiratthaworn (อารีย์ วิรัฐถาวร): 3. Platz,  Bronzemedaille
  - 200,0 kg (neuer olympischer Rekord) – Reißen 85,0 kg, Stoßen 115,0 kg

Klasse bis 53 kg
- Udomporn Polsak (อุดมพร พลศักดิ์): 1. Platz,  Goldmedaille
  - 222,5 kg – Reißen 97,5 kg, Stoßen 125,0 kg

Klasse bis 58 kg
- Wandee Kameaim (วันดี คำเอี่ยม): 3. Platz,  Bronzemedaille
  - 230,0 kg – Reißen 102,5 kg, Stoßen 127,5 kg

Klasse bis 75 kg
- Pawina Thongsuk (ปวีณา ทองสุก): 1. Platz,  Goldmedaille
  - 272,5 kg (neuer olympischer Rekord und neuer Weltrekord) – Reißen 122,5 kg, Stoßen 150,0 kg (neuer olympischer Rekord)

Männer
Leichtgewicht
- Suriya Dattuyawat (สุริยา ดัชถุยาวัตร์): Wettkampf nicht beendet

### Leichtathletik
Frauen
100 m Hürden
- Trecia Roberts (ทรีเซีย โรเบิร์ตส): Platz 34; mit 13,80 s (Platz 8 im zweiten Vorlauf) nicht für das Halbfinale qualifiziert

Hochsprung
- Noengrothai Chaipetch (หนึ่งฤทัย ไชยเพชร): Platz 21 – mit einer Bestleistung von 1,89 m nicht für das Finale qualifiziert

Kugelstoßen
- Juttaporn Krasaeyan (จุฑาภรณ์ กระแสญาณ): Platz 26 - 16,45 m/16,49 m/16,22 m; mit einer Bestleistung von 16,49 m nicht für das Finale qualifiziert

### Reiten
Vielseitigkeit, Einzel
- Pongsiree Bunluewong auf Eliza Jane: Platz 51 - 110,0 Strafpunkte (74,60/4,40/32,00/-)

### Rudern
Frauen
Einer
Phuttharaksa Neegree: Platz 19
- - Vorlauf: mit 8:24,03 min (Platz 5 im dritten Rennen) für den Hoffnungslauf qualifiziert
  - Hoffnungslauf: mit 7:53,52 min (Platz 5 im vierten Rennen) für das Halbfinale qualifiziert
  - Halbfinale: mit 8:17,13 min (Platz 5 im vierten Lauf) für das D-Finale qualifiziert
  - D-Finale: Platz 4 - 8:00,44 min

### Schießen
Luftgewehr 10 m
Tevarit Majchacheep (เทวฤทธิ์ มัจฉาชีพ): Platz 35 - 587 Ringe
Kleinkaliber liegend 50 m
Tevarit Majchacheep (เทวฤทธิ์ มัจฉาชีพ): Platz 36 - 589 Ringe
Kleinkaliber Dreistellungskampf 50 m
Tevarit Majchacheep (เทวฤทธิ์ มัจฉาชีพ): Platz 16 - 1.159 Ringe
Luftpistole 10 m
Jakkrit Panichpatikum (จักรกฤษณ์ พณิชย์ผาติกรรม): Platz 36 - 571 Ringe
Freie Pistole 50 m
- Jakkrit Panichpatikum (จักรกฤษณ์ พณิชย์ผาติกรรม): Platz 28 - 549 Ringe (93+91+92+92+86+95)

### Schwimmen
Frauen
200 m Freistil
- Pilin Tachakittiranan (ไพลิน เตชะกฤตธีระนันท์): Platz 35 - 2:05,29 min

400 m Freistil
- Pilin Tachakittiranan: Platz 34 - 4:23,62 min

400 m Lagen
- Nimitta Thaveesupsoonthorn (นิมิตรา ทวีทรัพย์สุนทร): Platz 22 - 5:00,6 mni

100 m Rücken
- Chonlathorn Vorathamrong (ชลธร วรธำรง): Platz 32 - 1:05,15 min

200 m Rücken
- Chonlathorn Vorathamrong: Platz 29 - 2:21,11 min

Männer
50 m Freistil
- Arwut Chinnapasaen (อาวุธ ชินนภาแสน): Platz 46 - 23,52 s

400 m Freistil
- Charnvudth Saengsri (ชาญวุฒิ แสงศรี): Platz 33 - 3:59,89 mni

1500 m Freistil
- Charnvudth Saengsri (ชาญวุฒิ แสงศรี): Platz 27 - 15:54,46min

100 m Brust
- Ratapong „Nuk“ Sirisanont (รัฐพงศ์ ศิริสานนท์): im Vorlauf disqualifiziert

200 m Brust
- Ratapong Sirisanont: Platz 19 - 2:15,39 min

### Segeln
Windsurfen (Mistral)
Arun Homraruen: Platz 21 - 189,0 Punkte

### Taekwondo
Frauen
Klasse bis 49 kg
- Yaowapa Boorapolchai (เยาวภา บุรพลชัย): 3. Platz,  Bronzemedaille
  - Vorrunde: 9:5-Sieg gegen die Spanierin Brigitte Yagüe
  - Viertelfinale: 1:3-Niederlage gegen die Kubanerin Yanelis Labrada
  - Halbfinale: 2:-1-Sieg gegen die Kanadierin Ivett Gonda
  - Kampf um Platz 3: 2:1-Sieg gegen Gladys Mora aus Kolumbien

Klasse bis 57 kg
- Nootcharin Sukkhongdumnoen (นุชจรินทร์ สุขคงดำเนิน): Platz 5
  - Vorrunde: 6+:6-Sieg gegen die Griechin Areti Athanasopoulou
  - Viertelfinale: 2:1-Sieg gegen Chi Shu-ju aus Taiwan
  - Halbfinale: 7:7+-Niederlage gegen die US-Amerikanerin Nia Abdallah
  - Trostrunde: 3:6-Niederlage gegen die Spanierin Sonia Reyes

Männer
Klasse bis 58 kg
- Ussadate Sutthikunkarn (อัศม์เดชน์ สุทธิกุลการณ์): 2:5-Niederlage in der ersten Runde gegen den Griechen Michalis Mouroutsos

Klasse bis 80 kg
- Kriangkrai Noikoed (เกรียงไกร น้อยเกิด): 12:16-Niederlage in der ersten Runde gegen den Iraner Youssef Karami

### Tennis
Damen-Einzel

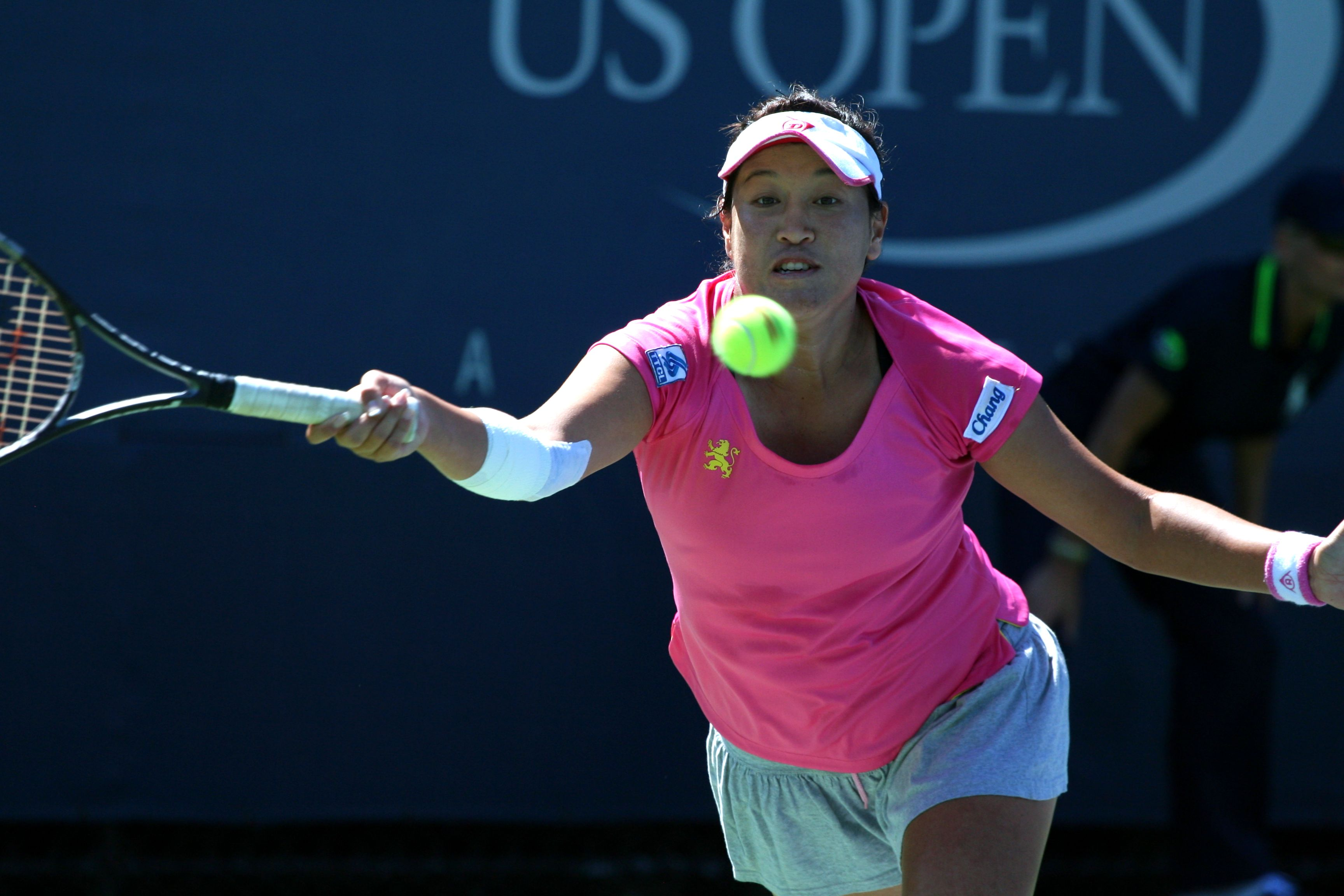
Tamarine Tanasugarn

- Tamarine Tanasugarn (แทมมารีน ธนสุกาญจน์)
  - Erste Runde: 6:4/6:3-Siege gegen die Slowenin Tina Pisnik
  - Zweite Runde: 2:6/3:6-Niederlage gegen die spätere Olympiasiegerin Venus Williams aus den Vereinigten Staaten

Herren-Einzel
- Paradorn Srichaphan (ภราดร ศรีชาพันธุ์), 12. der Setzliste: 2:6/3:6-Niederlage in der ersten Runde gegen den Schweden Joachim Johansson

### Tischtennis
Damen-Einzel
- Nanthana Komwong (นันทนา คำวงศ์):
  - 1. Runde: 4:0-Sieg (11:6/11:7/11:3/12:10) gegen die Inderin Mouma Das
  - 2. Runde: 4:1-Sieg gegen Nicole Struse aus Deutschland
  - 3. Runde: 2:4-Niederlage (4:11/6:11/11:9/3:11/11:7/1:11) gegen die Belarussin Wiktoryja Paulowitsch